# Petrovsko
 Petrovsko  falu és község Horvátországban Krapina-Zagorje megyében. Közigazgatásilag Benkovec Petrovski, Brezovica Petrovska, Gredenec, Mala Pačetina, Podgaj Petrovski, Preseka Petrovska, Rovno, Slatina Svedruška, Stara Ves Petrovska, Svedruža és Štuparje tartozik hozzá.

## Fekvése
Krapinától 2 km-re nyugatra a Horvát Zagorje területén, a megye északi részén fekszik.

## Története
A régészeti leletek tanúsága szerint a Brezovica-hegy környéke már a bronzkorban lakott hely volt. a A Zagorje északi részén fekvő Brezovica-hegy déli lejtőin, 581 m tengerszint feletti magasságban található a „Brezovica” régészeti lelőhely. A kedvező geostratégiai helyen fekvő helyet, az északi és a keleti oldalán nagyon meredek, megközelíthetetlen lejtők védik, míg a déli oldalon teraszos lejtők találhatók, mesterségesen elegyengetett, kelet-nyugati irányú fennsíkokkal. A lelőhelyet 2010-ben fedezték fel, amikor  annak az útnak a profiljában, amelyet egy adó építése céljából az erdőből a hegy tetejére vezettek kulturális rétegeket figyeltek meg . Az összegyűjtött anyag tipológiai és időrendi besorolása alapján nagyjából a késő bronzkor és az ókor közötti időszakra tehető, ami a lelőhely népességének több időszakban történt letelepedését jelzi.
A ma Petrovsko néven szereplő település évszázadokig a Konoba nevet viselte. Plébániájának első írásos említése 1334-ben a zágrábi káptalan statútumában történt "item ecclesia Sancti Petri de Conoba" alakban. Ezt követően a településről egészen a 17. századig nincs feljegyzés. A középkori plébániatemplom helyén időközben felépült a mai plébániatemplom, melyet a plébánia épületével együtt említenek 1661-ben. Az 1710 körül létesített temető feletti dombon épült fel 1749 és 1758 között a Szent Benedek kápolna.
Az iskola alapkövét 1867. április 15-én helyezték el, első tanítója Vjekoslav Kanceljak volt. Különösen kedvelt tanítója volt a falunak Mirko Hrvoj, akinek a temetőben síremléket állítottak. Konoba (Petrovsko) község a 19. század végén alakult meg, akkor még Krapina székhellyel. A helyiek sokáig harcoltak azért, hogy a községközpont is Konobára kerüljön, ami végül 1904-ben teljesült. Az első községi elöljáró Mijo Hršak volt.
A falunak 1857-ben 149, 1910-ben 276 lakosa volt. Trianonig Varasd vármegye Krapinai járásához tartozott. 
1943. december 28. kitörölhetetlen nyomot hagyott a  település életében. A tűzvészben szinte az egész falu, összesen 94 ház égett le, köztük a plébánia épülete is benne a múltnak az elődök által összegyűjtött pótolhatatlan dokumentumaival. 1956-ban a községet formálisan is megszüntették. Újraalakítása a független horvát állam megalakulása után 1993. április 20-án történt. 2001-ben a falunak 247, a községnek összesen 3022 lakosa volt.

## Nevezetességei
- Szent Péter apostol tiszteletére szentelt plébániatemploma[3] a 16. században épült gótikus stílusban. Később barokk stílusban építették át. A nyugat–keleti tájolású templom egy dombon található a település központjában. Egyhajós épület, támpillérekkel megtámasztott gótikus sokszög záródású szentéllyel, boltíves csillagboltozattal, amelyhez a 18. és 19. század fordulóján egy téglalap alakú barokk hajót, majd később egy hatalmas tornyot építettek, mely a templom bejárata felett magasodik. A homlokzaton található oldalsó bejáratok az oldalkápolnákhoz vezetnek, amelyek a hajóval egy időben lettek kialakítva. A templom három 18. századi barokk oltárral rendelkezik, amelyek közül kettő az oldalkápolnákban kapott helyet, míg a szentély főoltára a barokk oltárművészet különösen értékes példája. A templom belsejét Lovro Sirnik festőművész 1943-ban freskókkal festette ki.

- A temető melletti dombon álló Szent Benedek kápolna[4] a 18. században, nagyrészt a Keglevich család költségén épült. Az épület egy négyzet alakú hajóból, egy kissé keskenyebb, kerek, boltíves szentélyből és egy, hozzá délről csatlakozó sekrestyéből áll. A külsejét sekély lizénák, egyszerűen formázott nyílások és egy hatalmas, hatalmas harangtorony tagolják. A belső teret a 18. századból származó illuzionista stílusban festett retablók díszítik, amelyek méretükkel kitöltik az egész apszis terét.

## Külső hivatkozások
- Petrovsko község hivatalos oldala
- Az alapiskola honlapja